# Federação Caboverdiana de Futebol

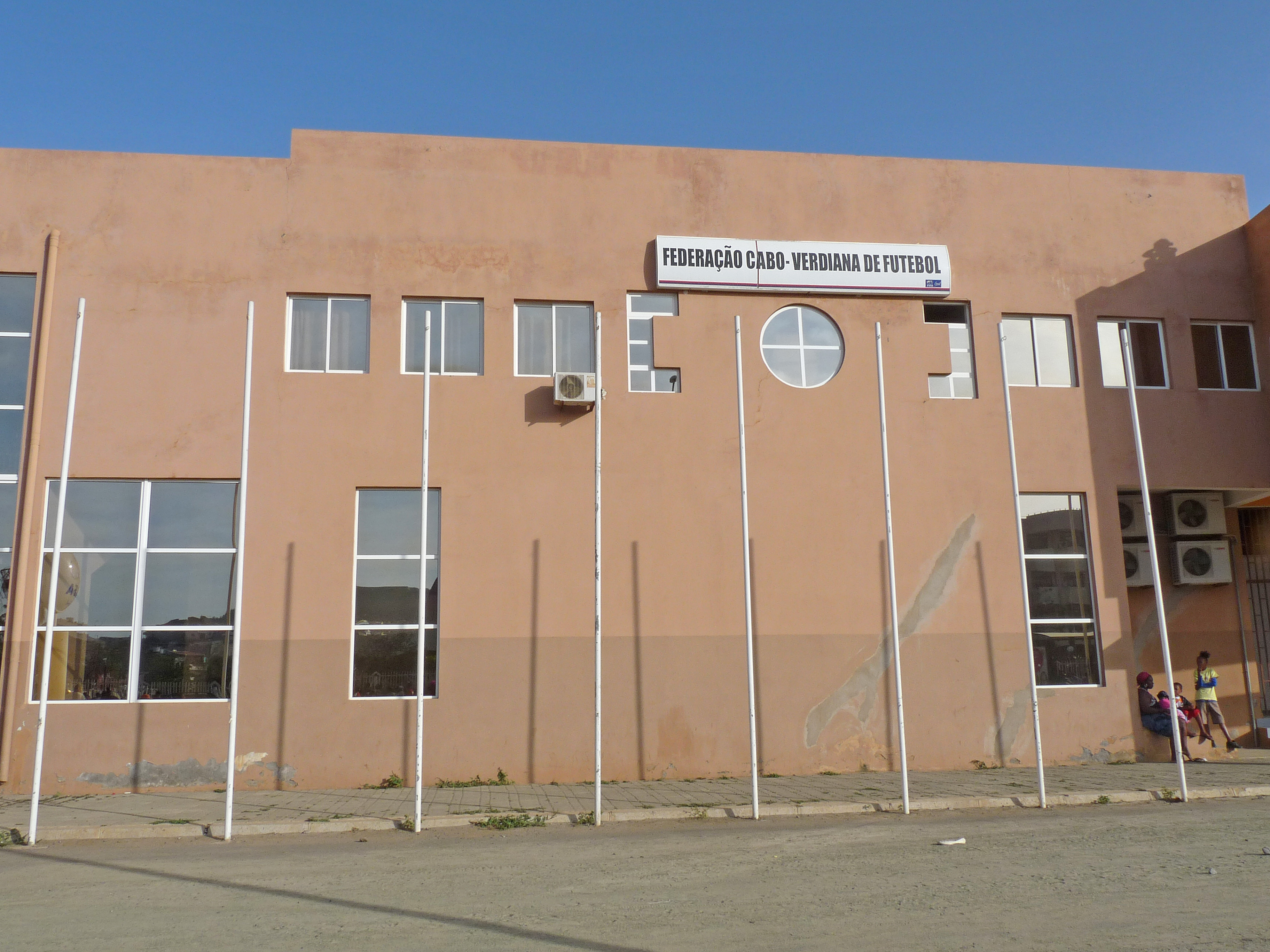
Siedziba FCF w Prai

Federacja Piłki Nożnej Republiki Zielonego Przylądka (port. Federação Caboverdiana de Futebol, wym. [fɛdɛɾaˈsɐ̃w ˌkab(u)veɾˈdianɐ dɨ ˈfut(ɨ)bol]; FCF) – krajowy związek piłkarski odpowiadający za funkcjonowanie tej dyscypliny sportu na Wyspach Zielonego Przylądka.
Federacja została założona w 1982 roku, a cztery lata później przystąpiła do FIFA. Dopiero w roku 2000 FCF przystąpiła do CAF-u, konfederacji afrykańskiej.
Pierwsza męska reprezentacja Republiki Zielonego Przylądka nigdy nie awansowała do finałów mistrzostw świata. Jej największe sukcesy to zdobycie regionalnego Pucharu Amílcar Cabral w 2000 roku, a przede wszystkim osiągnięcie fazy ćwierćfinałowej podczas Pucharu Narodów Afryki w 2013 roku.
Zespół do lat 21 zdobył złoty medal igrzysk Luzofonii w 2009 roku, poprawiając wynik sprzed trzech lat, kiedy to wywalczył brąz.
Oprócz drużyn narodowych, FCF organizuje także rozgrywki klubowe o mistrzostwo kraju – Campeonato Nacional.